# Korpele
Korpele (niem. Corpellen i Korpellen) – wieś w Polsce położona w województwie warmińsko-mazurskim, w powiecie szczycieńskim, w gminie Szczytno. W latach 1975–1998 miejscowość administracyjnie należała do województwa olsztyńskiego.
Niewielka miejscowość leżąca przy DK53, ściśle przylegająca do granic Szczytna. Przylega też do Jeziora Domowego Dużego. Siedziba nadleśnictwa Korpele oraz kilku sklepów i zakładów skierowanych dla mieszkańców Szczytna i przejeżdżających turystów.